# Valentin Kostelník
Valentin Kostelník (15. listopadu 1815 Frenštát pod Radhoštěm – 11. listopadu 1891 Frenštát pod Radhoštěm) byl rakouský a český podnikatel a politik, v 2. polovině 19. století poslanec Říšské rady.

## Biografie

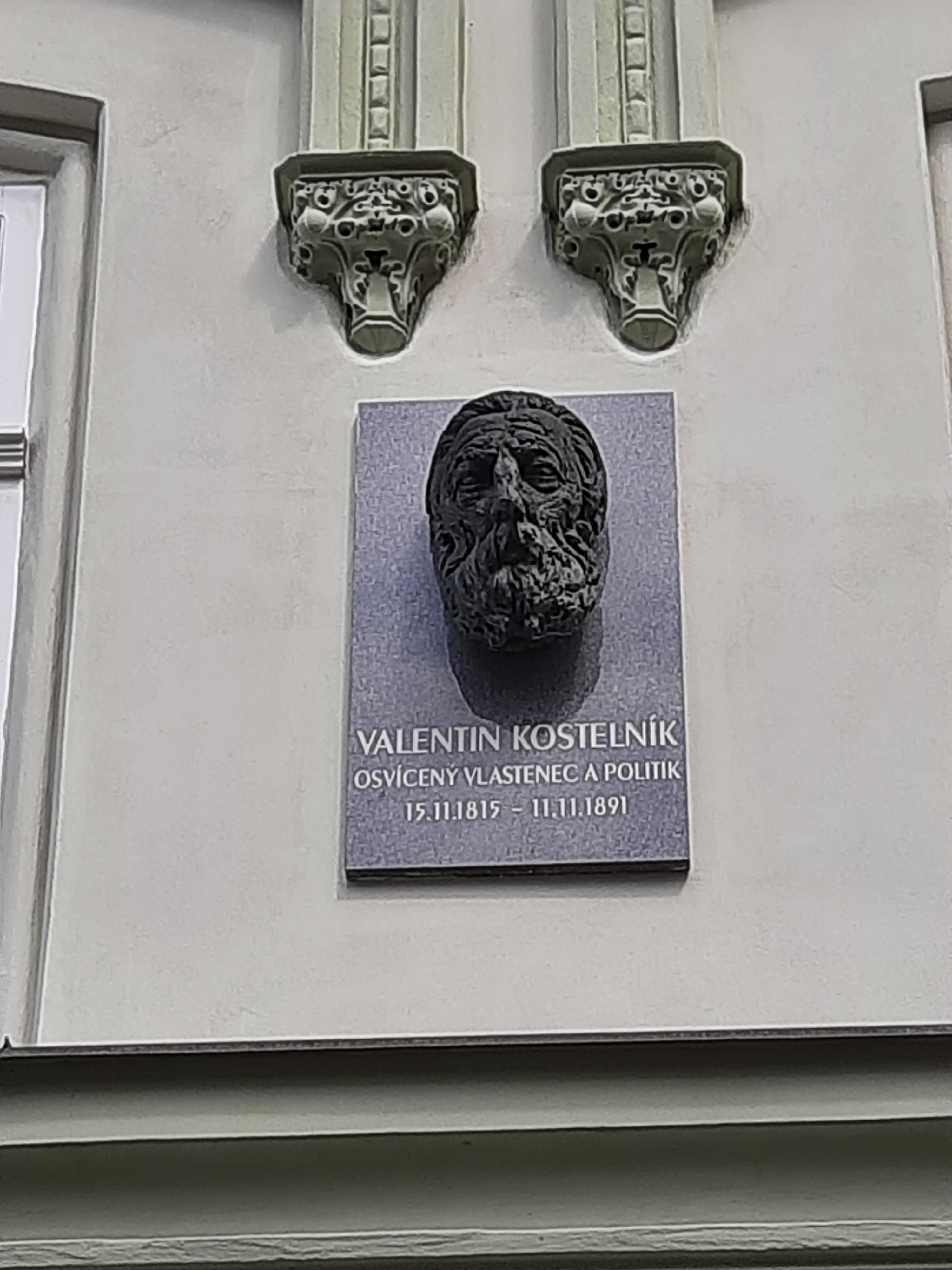
Pamětní deska s bustou na domě č. 20 na frenštátském náměstí Míru

Pocházel z chudé frenštátské rodiny. Vychodil obecnou školu v rodném městě a pak studoval gymnázium v Kroměříži. Poté, co mu zemřel otec, musel studia ukončit a vrátil se do Frenštátu pod Radhoštěm, kde se vyučil tkalcem a krátce provozoval toto řemeslo. Zakrátko ale přešel k obchodním aktivitám. Působil jako faktor, vykupoval textilní zboží od drobných výrobců a prodával ho. Podnikání mu ale nevyšlo pro nespolehlivost dodavatelů. Odešel do Prostějova, kde po několik let pracoval u tamního advokáta Fichtnera. V roce 1840 se ovšem vrátil do Frenštátu a napodruhé začal podnikat. Založil společnost Valentina Kostelníka synové a obchod. Prodával bavlnu drobným tkalcům a vykupoval od nich textil. Dařilo se mu a roku 1865 si koupil velký dům na frenštátském náměstí. V 80. letech přešel od drobného podnikání ke strojové výrobě. Roku 1887 dokončil výstavbu nové továrny ve Frenštátě. Firma měla po několika letech více než sto dělníků. Vedení továrny převzali jeho synové.
Byl veřejně a politicky aktivní. Po obnovení ústavního systému vlády byl v zemských volbách v roce 1861 zvolen za poslance Moravského zemského sněmu za městskou kurii, obvod Příbor, Fulnek, Frenštát. Zemský sněm ho delegoval i do Říšské rady (tehdy ještě volené nepřímo) za kurii městskou (jako jednoho z mála etnicky českých poslanců z Moravy). Rezignace na mandát byla oznámena dopisem 3. prosince 1864.
V období let 1863–1869 byl prvním etnicky českým starostou Frenštátu. V obecní samosprávě zavedl české úřadování. Byl v kontaktu s předáky českého národního hnutí. Do Frenštátu na jeho pozvání dorazili Alois Pražák, František Palacký nebo František Ladislav Rieger. Organizoval sbírku na stavbu Národního divadla. Roku 1885 byl jmenován čestným občanem Frenštátu.

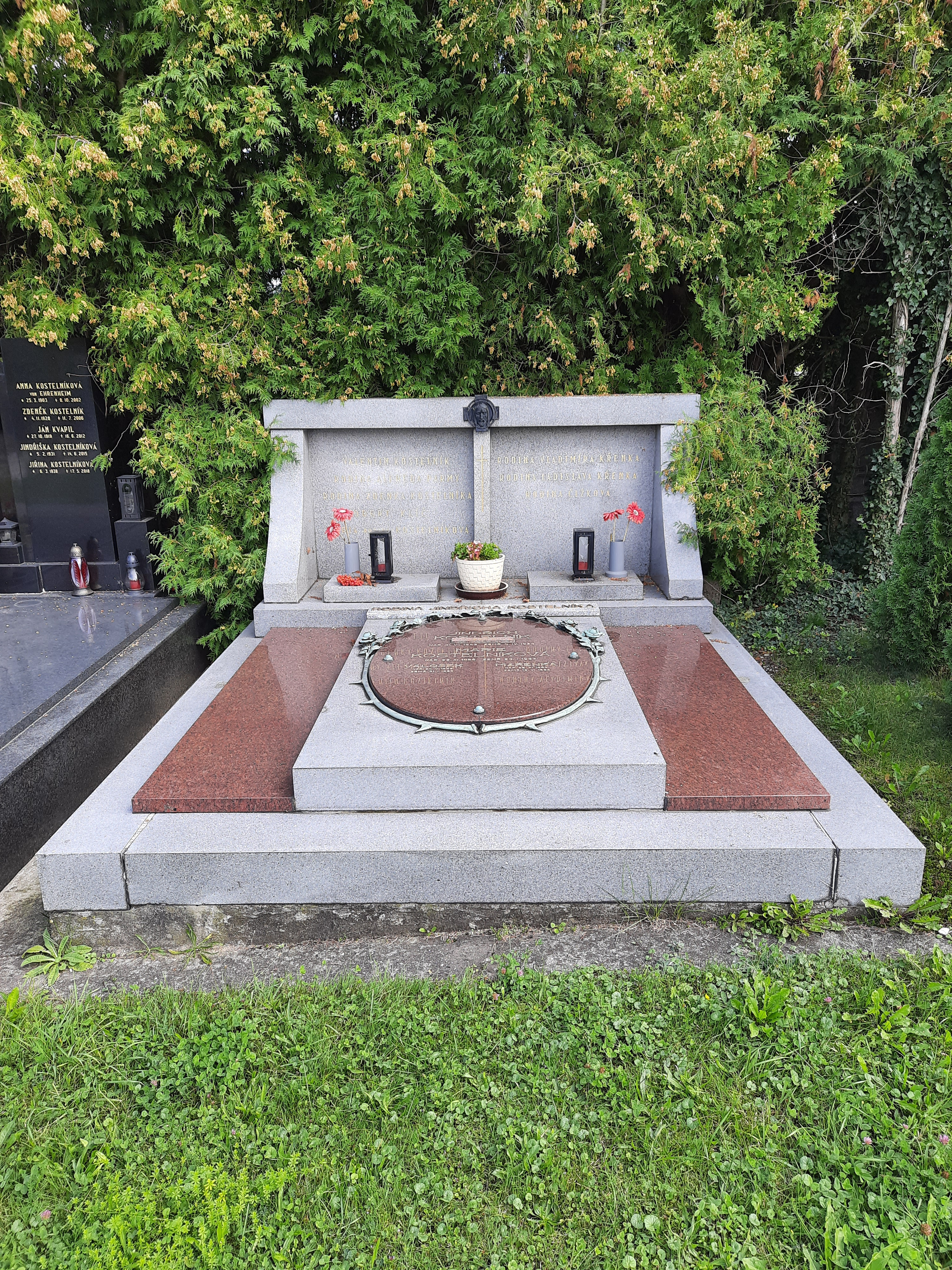
Hrobka rodiny Kostelíkovy na městském hřbitově ve Frenštátu

Zemřel roku 1891 ve Frenštátu. Pohřben byl v rodinné hrobce na zdejším městském hřbitově.